# Moj Kovin
Moj Kovin su prve nezavisne lokalne novine u Kovinu. Osnovane su 1997. Osnivač je agencija Lo Press, a glavni i odgovorni urednik je Svetozar Polić, dugogodišnji novinar i direktor Radio Smedereva. Pod sloganom „Svedok lokalnih događaja“ novine su izlazile do 2018. godine. Do 2000-te učestanost je bila dva puta mesečno, a u predizbornim danima pred petooktobarske promene tempo izlaženja bio je dnevni, što je uz prestoničku štampu i novosadski Dnevnik jedini zabeležen slučaj lokalnih novina kao dnevnog izdanja. Zbog kritičkog stava prema režimu Slobodana Miloševića i u vreme tzv. Šešeljevog zakona o informisanju list je preregistrovan neko vreme na adresu nikšićkog Onogošta. 
U listu preovlađuju teme s lokalne političke scene, tekstovi sa studijama slučajeva građana u problemima s radom lokalne samouprave, ali i druge, interesantne teme (zanimljive životne priče ljudi iz lokalne sredine i drugo). Uz  Vranjske i Kragujevačku svetlost, Moj Kovin je lokalni list koji se zbog objavljenih članaka najčešće nalazio pred licem pravde, ali nikad kažnjavan, niti zabranjivan od strane suda.  
U redakciji lista su od 1997. karijeru gradila mnoga lokalna pera, danas priznati novinari u zemlji i van nje: Jovana Polić, Radoša Milutinović, Igor Košut, Slobodan Dukić, Aleksandar Đondović, Nikola Budisavljević i drugi.
U sastavu Mog Kovina, na mađarskom jeziku izlazio je i list  „Igaz sző“,  čiji je glavni i odgovorni urednik Satmari Mihalj.